# Карачаус
Карачаус или Алтык (укр. Карачаус) — озеро, расположенное на юге Белгород-Днестровского района (Одесская область); является ответвлением озера Алибей. Площадь водного зеркала — 7,6 км². Тип общей минерализации — солёное. Происхождение — лиманное. Группа гидрологического режима — сточное.

## География
Карачаус входит в группу озёр Тузловские лиманы. Длина — 9,4 км. Ширина средняя — 1,1 км, наибольшая — 2,9 км. Глубина средняя — м, наибольшая — м. Высота над уровнем моря: −0.4 м. Ближайший населённый пункт — село Ройлянка, расположенное севернее озера.
Озеро Карачаус расположено вдали от Чёрного моря. Озёрная котловина водоёма неправильной удлинённой формы, вытянутая с севера на юг, к северу сужается. Берега обрывистые без пляжей, высотой 9 (западный) и 6-7 (восточный) м. На севере при впадении балки расположены солончаки. От озера Алибей Карачаус отделено косой и в большей длине отмелью. На севере в озеро впадает балка Глубокая (в которую у села Маразлеевка впадает балка Сарыяры). Озёра Шаганы, Алибей, Карачаус и Бурнас сообщаться между собой проливами шириной и образовывают систему не отделённых (перешейками и косами) озёр.
Для озеро характерно частичное пересыхание и засоление, вследствие падения уровня воды. Дно покрыто грязями (чёрным илом), местами — песком с ракушей.

## Хозяйственное значения
Входит в состав национального природного парка Тузловские лиманы, созданного 1 января 2010 года с общей площадью 27 865 га. Грязи могут использоваться в лечебных целях.